# Agrilus cordillerae
Agrilus cordillerae es una especie de insecto del género Agrilus, familia Buprestidae, orden Coleoptera.
Fue descrita científicamente por Kirsch, 1873.